# Hemieuxoa formosana
Hemieuxoa formosana är en fjärilsart som beskrevs av Márton Hreblay och Ronkay. Hemieuxoa formosana ingår i släktet Hemieuxoa och familjen nattflyn. Inga underarter finns listade i Catalogue of Life.